# Hespagarista novemmaculata
Hespagarista novemmaculata är en fjärilsart som beskrevs av Paul Mabille 1890. Hespagarista novemmaculata ingår i släktet Hespagarista och familjen nattflyn. Inga underarter finns listade i Catalogue of Life.